# Río Ñirihuau
Río Ñirihuau är ett vattendrag i Argentina.   Det ligger i provinsen Río Negro, i den sydvästra delen av landet, 1 300 km sydväst om huvudstaden Buenos Aires. Río Ñirihuau ligger vid sjön Lago Nahuel Huapí.
Omgivningarna runt Río Ñirihuau är i huvudsak ett öppet busklandskap. Runt Río Ñirihuau är det ganska glesbefolkat, med 22 invånare per kvadratkilometer.